# Memoriał Bronisława Idzikowskiego i Marka Czernego 2002
Memoriał im. Bronisława Idzikowskiego i Marka Czernego 2002 – 35. edycja turnieju w celu uczczenia pamięci polskiego żużlowca Bronisława Idzikowskiego i Marka Czernego, który odbył się dnia 16 czerwca 2002 roku. Turniej wygrał Rune Holta.

## Wyniki
- Częstochowa, 16 czerwca 2002
- NCD: Rune Holta - 66,04 w wyścigu 3
- Sędzia: Artur Kuśmierz

| Msc. | Zawodnik                | Klub         | Pkt |              |  |
| ---- | ----------------------- | ------------ | --- | ------------ |  |
| 1    | (11) Rune Holta         | Norwegia     | 15  | (3,3,3,3,3)  |  |
| 2    | (13) Rafał Okoniewski   | Leszno       | 14  | (3,3,3,2,3)  |  |
| 3    | (6) Janusz Kołodziej    | Tarnów       | 11  | (2,3,1,3,2)  |  |
| 4    | (1) Grzegorz Walasek    | Częstochowa  | 10  | (3,2,0,2,3)  |  |
| 5    | (3) Jacek Rempała       | Leszno       | 9   | (0,2,3,3,1)  |  |
| 6    | (16) Piotr Świst        | Gorzów Wlkp. | 8   | (0,2,2,1,3)  |  |
| 7    | (7) Jacek Krzyżaniak    | Wrocław      | 8   | (1,0,2,3,2)  |  |
| 8    | (5) Artur Pietrzyk      | Częstochowa  | 8   | (3,1,2,2,wu) |  |
| 9    | (15) Grzegorz Rempała   | Tarnów       | 8   | (2,1,1,3,1)  |  |
| 10   | (4) Jacek Gollob        | Bydgoszcz    | 6   | (2,3,d,d,1)  |  |
| 11   | (10) Mariusz Staszewski | Gorzów Wlkp. | 6   | (2,1,1,0,2)  |  |
| 12   | (2) Janusz Stachyra     | Lublin       | 5   | (1,2,0,1,1)  |  |
| 13   | (9) Adam Pietraszko     | Częstochowa  | 4   | (0,0,2,2,0)  |  |
| 14   | (14) Karol Malecha      | Częstochowa  | 3   | (1,0,0,0,2)  |  |
| 15   | (12) Tomasz Jędrzejak   | Wrocław      | 3   | (1,0,1,1,0)  |  |
| 16   | (8) Adam Skórnicki      | Rawicz       | 2   | (0,1,1,d,0)  |  |

Bieg po biegu
1. [67,64] Walasek, Gollob, Stachyra, J.Rempała
2. [65,51] Pietrzyk, Kołodziej, Krzyżaniak, Skórnicki
3. [66,04] Holta, Staszewski, Jędrzejak, Pietraszko
4. [67,71] Okoniewski, G.Rempała, Malecha, Świst
5. [67,80] Okoniewski, Walasek, Pietrzyk, Pietraszko
6. [68,29] Kołodziej, Stachyra, Staszewski, Malecha
7. [67,61] Holta, J.Rempała, G.Rempała, Krzyżaniak
8. [67,77] Gollob, Świst, Skórnicki, Jędrzejak
9. [67,21] Holta, Świst, Kołodziej, Walasek
10. [67,45] Pietrzyk, G.Rempała, Jędrzejak, Stachyra
11. [67,62] J.Rempała, Pietraszko, Skórnicki, Malecha
12. [66,93] Okoniewski, Krzyżaniak, Staszewski, Gollob
13. [67,73] Krzyżaniak, Walasek, Jędrzejak, Malecha
14. [67,20] Holta, Okoniewski, Stachyra, Skórnicki
15. [67,28] J.Rempała, Pietrzyk, Świst, Staszewski
16. [67,18] Kołodziej, G.Rempała, Pietraszko, Gollob
17. [67,04] Walasek, Staszewski, G.Rempała, Skórnicki
18. [67,68] Świst, Krzyżaniak, Stachyra, Pietraszko
19. [67,06] Okoniewski, Kołodziej, J.Rempała, Jędrzejak
20. [68,09] Holta, Malecha, Gollob, Pietrzyk